# Max Geschwill
Max Geschwill (Schwäbisch Hall, 7 juli 2001) is een Duits voetballer die doorgaans als centrale verdediger speelt. In 2023 debuteerde hij in het betaalde voetbal voor SV Sandhausen in de 3. Liga. Sinds 2024 staat hij onder contract bij Holstein Kiel, dat hem kort na de start van het seizoen 2025/26 verhuurde aan1. FC Magdeburg. 

## Clubloopbaan

### Jeugd
Geschwill begon met voetballen bij VfL Mainhardt en speelde vervolgens voor SG Mainhardt/Michelfeld/Bibersfeld, voordat hij in 2013 terechtkwam in de jeugdopleiding van TSG 1899 Hoffenheim. Hij doorliep daar de jeugdteams in de onderbouw en maakte op 12 augustus 2017 zijn debuut voor de onder-17 in de uitwedstrijd tegen SV Elversberg -17. In het met 0–3 gewonnen duel maakte hij in de 21e minuut het openingsdoelpunt. In het seizoen 2018/19 werd hij onderdeel van de onder-19 en debuteerde hij op 11 augustus 2018 in de basis tijdens de met 0–5 verloren thuiswedstrijd tegen  Bayern München, onder trainer Marcel Rapp. Dat seizoen bereikte hij met Hoffenheim de halve finale van de UEFA Youth League, waarin met 0–3 werd verloren van FC Porto; het was de enige wedstrijd waarin Geschwill ontbrak, vanwege een schorsing. Op weg naar de halve finale speelde hij alle wedstrijden en scoorde hij tegen Olympique Lyonnais en Real Madrid. Zijn laatste jeugdwedstrijd speelde hij op 1 februari 2020 tegen 1. FC Heidenheim, nadat de competitie werd stilgelegd vanwege de coronapandemie.

### TSG 1899 Hoffenheim
In het seizoen 2020/21 maakte Geschwill de overstap naar de senioren en sloot hij aan bij het tweede elftal van TSG 1899 Hoffenheim. Op 17 oktober 2020 maakte hij zijn debuut in de Regionalliga Südwest in de uitwedstrijd tegen FC Bayern Alzenau, waarin hij in de 67e minuut inviel voor Alfons Amade. In januari 2021 zat hij vier keer op de bank bij het eerste elftal, maar trainer Sebastian Hoeneß deed geen beroep op hem. In zijn derde seizoen (2022/23) werd hij door trainer Vincent Wagner benoemd tot aanvoerder van het tweede elftal. Aan het einde van dat seizoen vertrok hij naar SV Sandhausen, dat net was gedegradeerd uit de 2. Bundesliga.

### SV Sandhausen
In de zomer van 2023 tekende Geschwill een contract van onbekende duur bij SV Sandhausen. Op 5 augustus 2023 maakte hij zijn debuut voor de club in de 3. Liga tijdens de uitwedstrijd tegen VfB Lübeck.  In het met 0–0 gelijkgespeelde duel stond hij in de basis. Op 22 oktober 2023, in de twaalfde speelronde, maakte hij zijn eerste doelpunt voor Sandhausen. In het met 2–2 gelijkgespeelde thuisduel tegen SC Verl bracht hij de stand met een kopbal op 1–1 na een hoekschop van Rouwen Hennings. Sandhausen eindigde het seizoen op de zesde plaats en wist daarmee niet direct terug te keren naar de 2. Bundesliga. Geschwill miste het slot van de competitie vanwege een enkelblessure, opgelopen in de uitwedstrijd tegen 1. FC Saarbrücken. Door deze blessure ontbrak hij ook in de finale van de Landespokal Baden, die met 0–8 werd gewonnen van 1.FC Mühlhausen. Na één seizoen en 31 wedstrijden maakte hij de overstap naar het naar de Bundesliga gepromoveerde Holstein Kiel..

### Holstein Kiel
In mei 2024 tekende Geschwill een contract van onbekende duur bij Holstein Kiel. Op 31 augustus 2024 maakte hij onder trainer Marcel Rapp, zijn voormalige jeugdtrainer bij Hoffenheim, zijn debuut in de Bundesliga. Tijdens de met 0–2 verloren thuiswedstrijd tegen VfL Wolfsburg kwam hij in de rust binnen de lijnen voor Marco Komenda. Op 5 oktober 2024 maakte hij zijn eerste doelpunt voor Kiel, in de met 2–2 gelijkgespeelde uitwedstrijd tegen Bayer Leverkusen.  Vlak voor rust bracht hij zijn ploeg met een kopbal uit een hoekschop van Lewis Holtby terug in de wedstrijd (2–1). Voor de winterstop kwam hij voornamelijk als centrale verdediger in actie en speelde hij dertien wedstrijden. Kiel stond op dat moment op de achttiende plaats. Na de winterstop verloor hij zijn basisplaats door de komst van verdedigers David Zec, Ivan Nekić en John Tolkin. In de tweede seizoenshelft speelde hij nog vier wedstrijden, waarvan één als basisspeler. Aan het einde van het seizoen degradeerde Holstein Kiel naar de 2. Bundesliga. In aanloop naar het seizoen 2025/26 werd duidelijk dat Geschwill geen vaste basisplaats zou krijgen, waarna hij kort na de start van de competitie voor de rest van het seizoen werd verhuurd aan 1. FC Magdeburg.

#### Verhuur aan 1. FC Magdeburg
Kort na de tweede speelronde van het seizoen 2025/26 werd bekend dat Geschwill voor de rest van het seizoen werd verhuurd aan 1. FC Magdeburg, een club uit het voormalige Oost-Duitsland 

## Clubstatistieken
| Seizoen                     | Club                   | Competitie           | Competitie | Competitie | Beker | Beker | Internationaal | Internationaal | Overig | Overig | Totaal | Totaal |
| Seizoen                     | Club                   | Competitie           | Wed.       | Dlp.       | Wed.  | Dlp.  | Wed.           | Dlp.           | Wed.   | Dlp.   | Wed.   | Dlp.   |
| --------------------------- | ---------------------- | -------------------- | ---------- | ---------- | ----- | ----- | -------------- | -------------- | ------ | ------ | ------ | ------ |
| 2020/21                     | TSG 1899 Hoffenheim II | Regionalliga Südwest | 14         | 2          | –     | –     | –              | –              | –      | –      | 14     | 2      |
| 2021/22                     | TSG 1899 Hoffenheim II | Regionalliga Südwest | 26         | 1          | –     | –     | –              | –              | –      | –      | 26     | 1      |
| 2022/23                     | TSG 1899 Hoffenheim II | Regionalliga Südwest | 20         | 0          | –     | –     | –              | –              | –      | –      | 20     | 0      |
| 2023/24                     | SV Sandhausen          | 3. Liga              | 27         | 2          | 4     | 0     | –              | –              | –      | –      | 31     | 2      |
| 2024/25                     | Holstein Kiel          | Bundesliga           | 19         | 1          | 1     | 0     | –              | –              | 3      | 0      | 21     | 1      |
| 2025/26                     | → 1. FC Magdeburg      | 2. Bundesliga        | 0          | 0          | 0     | 0     | –              | –              | 0      | 0      | 0      | 0      |
| Carrière totaal             | Carrière totaal        | Carrière totaal      | 106        | 6          | 3 *   | 0     | –              | –              | 3**    | 0      | 106    | 6      |
| Bijgewerkt tot 15 juni 2025 |                        |                      |            |            |       |       |                |                |        |        |        |        |

* In het seizoen 2023/24 kwam Geschwill naast twee wedstrijden in de DFB-Pokal ook twee keer namens Sandhausen in actie in de Landespokal Baden** In het seizoen 2024/25 speelde hij, als speler van het eerste elftal van Holstein Kiel, drie wedstrijden voor het tweede elftal in de Regionalliga Nord.

## Erelijst
| Winnaar Landespokal Baden | 1x | 2023/24 |